# Leysera gnaphaloides
Leysera gnaphaloides là một loài thực vật có hoa trong họ Cúc. Loài này được Thunb. mô tả khoa học đầu tiên.